# 亨利·薩謝弗雷爾
亨利·薩謝弗雷爾（英語：Henry Sacheverell，1674年2月8日—1724年6月5日），英国国教高级牧师，因1709年11月5日的一次煽动性布道而在全国闻名。随后，他被下议院弹劾，虽然被判有罪，但他受到的轻判被视为一种辩护，他成为了英国受欢迎的人物，为保守党在1710年大选中取得压倒性胜利做出了贡献。

## 早年生活
他是马尔伯勒圣彼得教堂（St Peter's）院长约书亚·萨赫维尔（Joshua Sacheverell）的儿子。1684年约书亚死后，他被教父爱德华·赫斯特（Edward Hearst）及其妻子收养。他的外祖父可能就是查尔斯一世死刑令的签署者亨利·史密斯。他的亲戚包括他所谓的“狂热的亲戚”；他的曾祖父约翰是一位牧师，他的三个儿子都是长老会教徒。其中一个儿子，约翰(萨奇弗利尔的祖父)，在复辟时期被逐出他的牧师住宅，死于狱中，因为他在一次持不同意见的会议上讲道而被判刑。他更自豪的是那些远亲，他们都是在内战期间支持保皇黨事业的内陆地主乡绅。

## 书籍
- Geoffrey Holmes, The Trial of Doctor Sacheverell (London: Eyre Methuen, 1973).
- W. A. Speck, 'Sacheverell,  Henry  (bap. 1674, d. 1724) （页面存档备份，存于）', Oxford Dictionary of National Biography, online edn, Oxford University Press, September 2004, accessed 6 August 2010.